# Huizer Hockey Club
De Huizer Hockey Club is een middelgrote hockeyclub in Naarden die in 1970 is opgericht. Hoewel de club dicht bij het oude dorpscentrum van Huizen ligt, ligt de club niet in deze gemeente maar in de gemeente Gooise Meren.